# Onthophilus affinis
Onthophilus affinis är en skalbaggsart som beskrevs av Ludwig Redtenbacher 1849. Onthophilus affinis ingår i släktet Onthophilus och familjen stumpbaggar. Inga underarter finns listade i Catalogue of Life.